# Зубакіне
Зуба́кіне (крим. Zubakine, до 1948 року — Фе́дорівка) — село в Україні, у Бахчисарайському районі Автономної Республіки Крим. Підпорядковане Поштівській селищній раді.

## Населення
За даними перепису населення 2001 року, у селі мешкало 145 осіб. Мовний склад населення села був таким:
| Мова              | Число ос. | Відсоток |
| ----------------- | --------- | -------- |
| українська        | 6         | 4,14     |
| російська         | 96        | 66,21    |
| кримськотатарська | 42        | 28,97    |
| білоруська        | 1         | 0,69     |